# Карагай (Зерендинский район)
Карагай (каз. Қарағай) — село в Зерендинском районе Акмолинской области Казахстана. Входит в состав Булакского сельского округа. Код КАТО — 115637600.

## География
Село расположено на северо-западе района, в 49 км на северо-восток от центра района села Зеренда, в 6 км на север от центра сельского округа села Еленовка.
Через село проходит Среднесибирская железнодорожная магистраль. Имеется одноимённая станция.

### Улицы
- ул. Станционная,
- ул. Элеваторская.

### Ближайшие населённые пункты
- село Жанааул в 5 км на юго-востоке,
- село Еленовка в 6 км на юге,
- село Булак в 8 км на северо-востоке,
- село Жолдыбай в 8 км на севере,
- село Жылымды в 8 км на западе.

## Население
В 1989 году население села составляло 418 человек (из них казахов 65%).
В 1999 году население села составляло 384 человека (188 мужчин и 196 женщин). По данным переписи 2009 года, в селе проживали 262 человека (132 мужчины и 130 женщин).
| Численность населения | Численность населения | Численность населения |
| 1989                  | 1999                  | 2009                  |
| --------------------- | --------------------- | --------------------- |
| 418                   | ↘384                  | ↘262                  |